# Калаколово
Калаколово (укр. Калаколове; до 17 марта 2016 г. Ле́нино-Улья́новка) — село в Смолинской поселковой общине Новоукраинского района Кировоградской области Украины.
До 2020 года входило в Маловисковский район
Население по переписи 2001 года составляло 167 человек. Почтовый индекс — 26229. Телефонный код — 5258. Код КОАТУУ — 3523186803.